# Oej (Tobol)
De Oej (Russisch: Уй, Uj; Kazachs: Үй, Üy) is een 462 kilometer lange zijrivier van de Tobol aan de oostzijde van de Oeral, gelegen in het zuidwesten van het West-Siberisch Laagland in Rusland en langs de grens met Kazachstan.
De rivier moet niet worden verward met de gelijknamige rivier Oej van de Irtysj, die eveneens door West-Siberië stroomt. De Oej is bevroren van november tot april.

## Loop
De Oej ontspringt op ongeveer 700 meter hoogte op het plateau Oeraltaoe op de oostelijke helling van de hier tot 1000 meter hoge Zuidelijke Oeral, op ongeveer 50 kilometer ten zuidwesten van de stad Miass. De bron en bovenloop van de rivier bevinden zich in de autonome deelrepubliek Basjkirostan (Basjkortostan). Vanaf de oorsprong stroomt de Oej in zuidoostelijke richting over het Trans-Oeralplateau (Zaoeralskoje plato), bereikt de oblast Tsjeljabinsk en verandert vervolgens haar loop naar het oosten. Vanaf de stad Troitsk vormt de rivier over de rest van de lengte de grens van Rusland met Kazachstan, waarbij de laatste 50 kilometer de grens aan Russische zijde overgaat van de oblast Tsjeljabinsk naar de oblast Koergan. Bij het dorp Oest-Oejskoje ("monding van de Oej") stroomt de rivier in de Tobol.

## Hydrografie
Het stroomgebied van de Oej omvat 34.400 km². Het gemiddelde maandelijkse debiet bedraagt 13,5 m³/s (minimum in februari; 1,7 m³/s, maximum tijdens het smelten van de sneeuw in april; 61 m³/s) bij het dorp Kroetojarski op ongeveer 60 kilometer van de monding. De grootste zijrivier is de Oevelka, die bij Troitsk van linksaf uitmondt in de Oej. Over de laatste kilometers voor de monding, waar de rivier zich verbreed, is ze ongeveer 30 meter breed en twee meter diep. De stroomsnelheid bedraagt hier 0,4 m/s.

## Economie en infrastructuur
De Oej is niet bevaarbaar. In haar loop bevinden zich drie stuwmeren, die worden gebruikt voor de drinkwatervoorziening en irrigatie. Het grootste stuwmeer is het Stuwmeer van Troitsk met een oppervlakte van 10,8 km², dat onder andere wordt gebruikt als koelwaterbekken voor de waterkrachtcentrale bij de stad Troitsk.
In de bovenloop steekt de spoorlijn Miass-Oetsjaly de Oej over en in Troitsk de spoorlijn Tsjeljabinsk - Orsk – Qostanay (Kazachstan). In Troitsk doorkruist ook de autoweg A-310 van Jekaterinenburg - Tsjeljabinsk - Kazachse grens de rivier.
Over het grootste deel van de loop lopen regionale en lokale wegen langs de rivier.